# Guitare acoustique
Cet article concerne tous les types de guitares non électriques. Pour les guitares à cordes métalliques, voir Guitare folk.
Pour un article plus général, voir Guitare.
 (mars 2022).
Si vous disposez d'ouvrages ou d'articles de référence ou si vous connaissez des sites web de qualité traitant du thème abordé ici, merci de compléter l'article en donnant les références utiles à sa vérifiabilité et en les liant à la section « Notes et références ».
Une guitare acoustique (parfois nommée guitare sèche) est un type de guitare dans laquelle le son est produit par la vibration des cordes et se propage à des intensités audibles à travers la résonance de la caisse, sans nécessiter d'amplification électrique. Une variante, dite guitare électro-acoustique, reprend la même construction qu'une guitare acoustique en lui ajoutant un pré-amplificateur, ce qui permet de brancher la guitare dans un systéme de sonorisation ou un ampli.
Tandis que le terme général original pour cet instrument à cordes pincées est simplement guitare, le terme "guitare acoustique" est un rétronyme inventé après l'avènement de la guitare électrique qui, au contraire, utilise une amplification électronique pour rendre le son audible. Il est souvent utilisé incorrectement pour indiquer la guitare folk.
Il existe plusieurs types de guitares acoustiques, les plus courant étant la déjà mentionnée guitare folk (à cordes métalliques) et la guitare classique (à cordes en nylon). Il existe également des guitares manouches et archtop.
Une guitare acoustique comprend un corps (percé par une rosace pour laisser passer le son) et un manche, sur lequel se trouvent des frettes. Les cordes, en général au nombre de six, et accordées Mi - La - Ré - Sol - Si - Mi, sont fixées au chevalet, passent par un sillet avant d'arriver aux mécaniques situées sur la tête qui permettent d'accorder l'instrument.

## Types

### Guitare classique

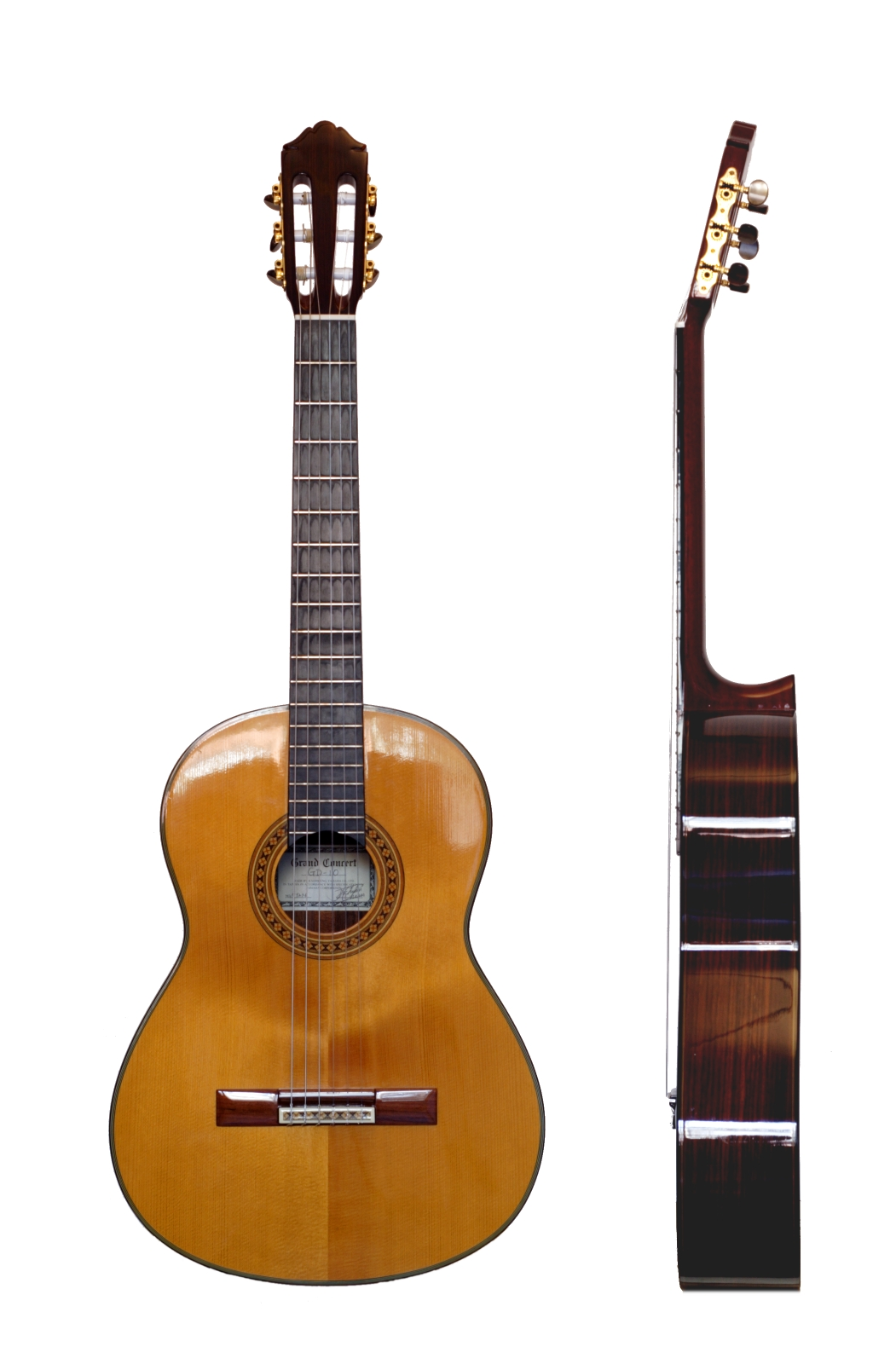
Guitare classique.

La guitare classique est une guitare acoustique légère, au manche large et plat, et possédant douze cases hors table. La guitare classique peut se jouer avec les ongles ou avec le bout des doigts selon le type de son que l'on souhaite obtenir. Les cordes sont aujourd'hui en nylon pour les plus aiguës (Sol, Si, Mi), avec une âme composée de multiples fibres de nylon entourée de bronze pour les trois plus graves (Mi, La, Ré). Après la Seconde Guerre mondiale, le nylon remplace avantageusement le boyau pour la confection des cordes. La guitare classique telle qu'on la connait aujourd'hui doit sa formule à Antonio de Torres, luthier espagnol, qui a le premier étudié l'instrument de manière scientifique. On lui doit notamment, en 1890, le barrage (pièces de renfort internes de la table d'harmonie) en éventail. Avant lui, la guitare romantique apparue vers 1790 était un plus petit instrument moins sonore, également de 6 cordes simples de même accord (mi, la, ré, sol, si, mi) qui avait succédé à la guitare baroque. 
Il existe une sous-famille de guitare classique, la guitare flamenca, à la géométrie identique, mais à la construction plus légère permettant de jouer tout en rapidité et en attaque.

### Guitare folk

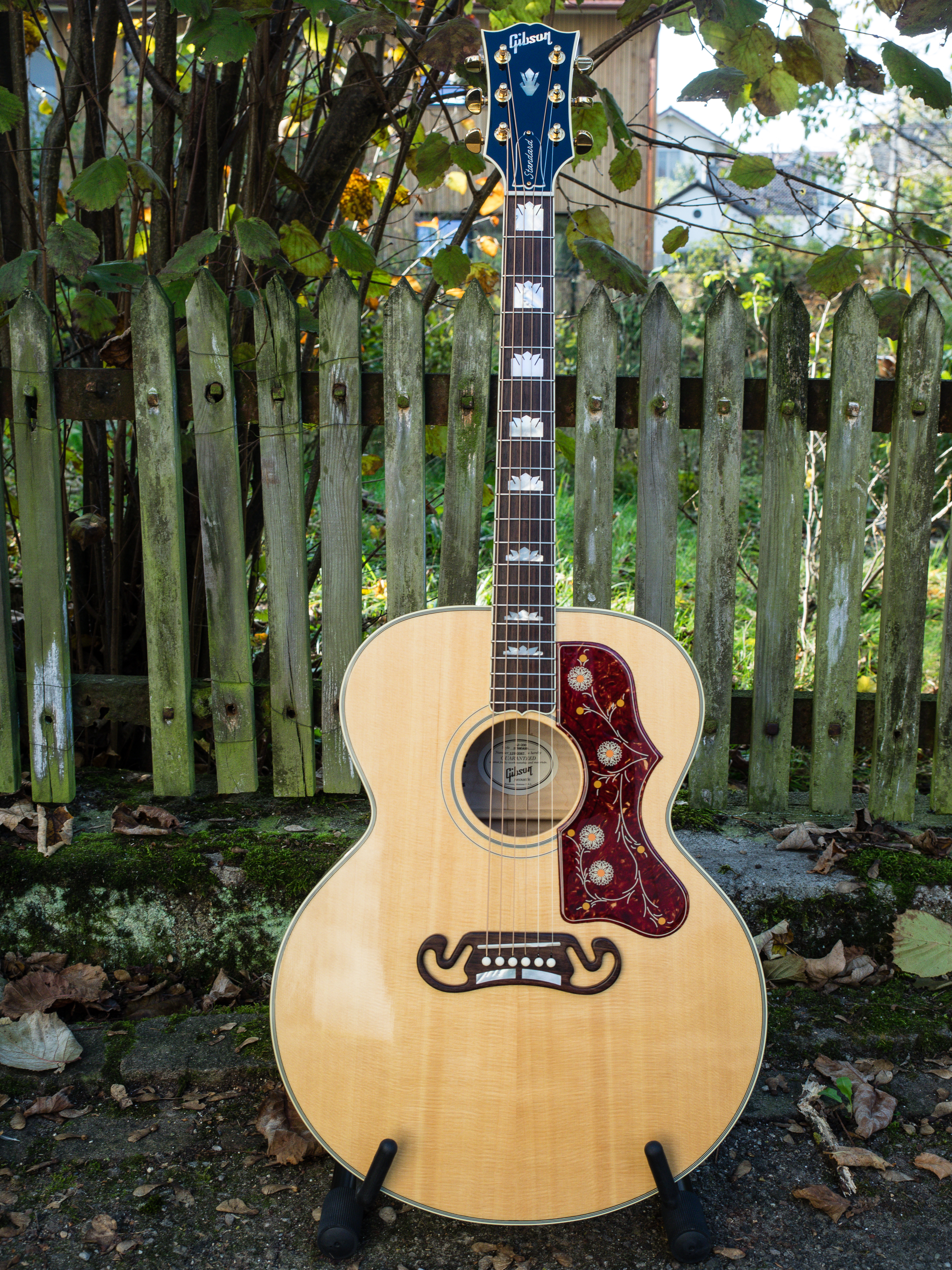
Guitare folk.

Dans les pays francophones, le terme de guitare folk s'est répandu au cours des années 1970. Dans d'autres pays, le terme a été étendu également à la musique folklorique et traditionnelle. 
La guitare folk est une guitare acoustique, plus massive que la guitare classique et munie de six cordes métalliques. Les deux cordes les plus fines sont simplement en acier, les quatre plus grosses sont filées : elles ont une âme d'acier entourée d'un fil de métal. La touche de manche est légèrement bombée (c'est le radius) et présente généralement quatorze cases hors table. Cette guitare se joue soit à l'aide d'un médiator (plectre), soit en picking à la manière de la guitare classique, avec ou sans onglets. La formule de la guitare folk est créée par le luthier américain Christian Frederick Martin, qui introduit d'une part les cordes métalliques, et d'autre part la table plate à barrage en X résistant aux fortes tensions des cordes et produisant une sonorité puissante et agréable. Avec la demande d'instruments produisant des volumes sonores de plus en plus importants, Martin augmente progressivement la taille de la table d'harmonie de ses modèles et donc le volume de la caisse. Il y a communément trois grandes familles de guitares folk, toutes issues de la gamme Martin : la dreadnought, avec un corps aux formes assez carrées, la jumbo, avec un corps aux formes nettement plus rondes, et l'auditorium qui est un compromis des deux autres.

### Guitare à table bombée

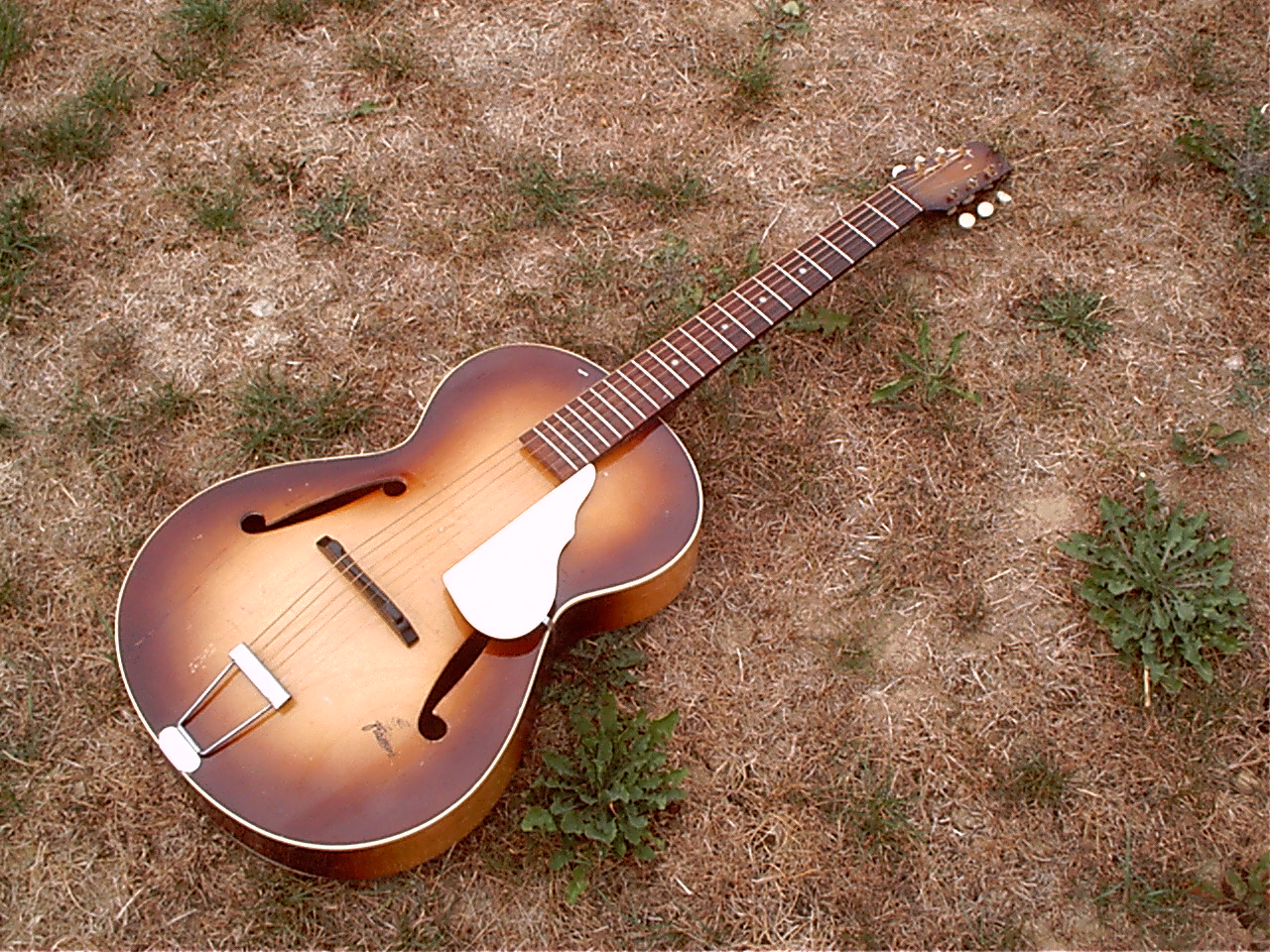
Une guitare à table bombée Framus de 1959.

La guitare à table bombée, appelé guitare jazz en Europe ou archtop aux États-Unis a connu son heure de gloire dans les années 1920-1930. Sa construction est assez proche de celle du violon, dans le sens où elle possède une table sculptée en conifère (généralement en épicéa) ouverte par deux ouïes en f, ainsi qu'un chevalet flottant sur lequel repose les cordes maintenues par un cordier fixé au talon. On doit sa conception au luthier américain Lloyd Loar, qui créa le modèle L-5 chez Gibson en 1922. Ces guitares possèdent des cordes en métal et produisent une sonorité très puissante et douce. Leur fabrication est nettement plus complexe et coûteuse que celle des guitares folk, ce qui les réserve à une clientèle de professionnels. On distingue principalement deux types de barrages : en X ou en parallèle. L'utilisation de ces guitares est liée à la musique de jazz en raison de l'époque de leurs commercialisation et le son spécifique qu'elles produisent est une référence dans ce domaine musical. Ces guitares très prisées pour la chaleur de leur son se sont adaptées à l'électrification, et ont donné la famille des demi caisses électriques.

### Guitare jazz manouche

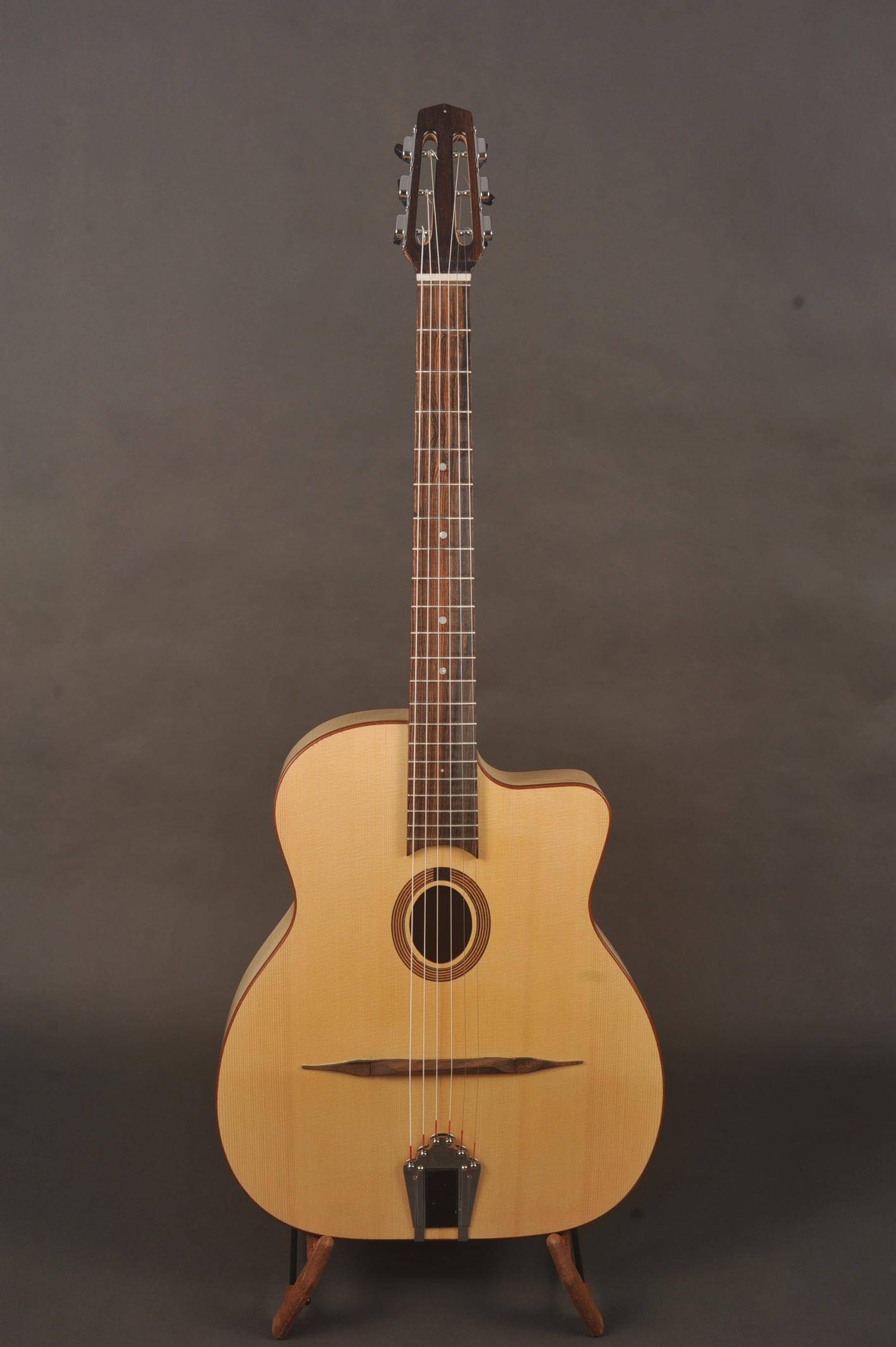
Une guitare Selmer-Maccaferri dite « à petite bouche ».

En 1932, Selmer, fabricant français, s'associe avec le luthier italien Mario Maccaferri et produit des guitares. Après le départ de Maccaferri en 1934, Selmer poursuit la production, en apportant quelques modifications, jusqu'en 1952. La guitare possède une rosace en forme d'un petit O ou d'un grand D (nommé respectivement "à petite bouche" et "à grande bouche"). Elle est équipée au départ d'un résonateur interne et d'un déflecteur destinés à projeter le son de l'intérieur de la caisse vers le spectateur mais le système est par la suite abandonné, le barrage particulier privilégie les fréquences médium. Ces guitares rendues célèbres par Django Reinhardt développent un volume très important avec un son un peu dur, et sont généralement utilisées en jazz manouche.